# 1985 en els vols espacials
Aquest article és una llista d'esdeveniments de vols espacials relacionats que es van produir el 1985.

## Llançaments
| Data i hora (UTC)    | Coet | Coet                                             | Plataforma de llançament                   | Plataforma de llançament                   | LSP                                                    | LSP                                                    |
| -------------------- | --- | ------------------------------------------------ | ------------------------------------------ | ------------------------------------------ | ------------------------------------------------------ | ------------------------------------------------------ |
| Data i hora (UTC)    | Càrrega útil | Operador                                         | Òrbita                                     | Funció                                     | Deteriorament (UTC)                                    | Resultat                                               |
| Data i hora (UTC)    | Comentaris |                                                  |                                            |                                            |                                                        |                                                        |
| Gener                | |                                                  |                                            |                                            |                                                        |                                                        |
| 24 de gener 19:50    | Estats Units - Transbordador espacial Discovery | Estats Units - Transbordador espacial Discovery  | Estats Units - Kennedy LC-39A              | Estats Units - Kennedy LC-39A              | Estats Units - United Space Alliance                   | Estats Units - United Space Alliance                   |
| 24 de gener 19:50    | Estats Units - STS-51-C | NASA                                             | Terrestre Baixa                            | Desplegament de satèl·lit                  | 27 de gener 21:23                                      | Reeixit                                                |
| 24 de gener 19:50    | Estats Units - USA-8 (Magnum 1) | NRO                                              | Geosíncrona                                | ELINT                                      | En òrbita                                              | Reeixit                                                |
| 24 de gener 19:50    | Vol orbital tripulat amb cinc astronautes |                                                  |                                            |                                            |                                                        |                                                        |
| Febrer               | |                                                  |                                            |                                            |                                                        |                                                        |
| 8 de febrer 06:10    | Estats Units - Titan 34B | Estats Units - Titan 34B                         | Estats Units - Vandenberg SLC-4W           | Estats Units - Vandenberg SLC-4W           | Estats Units                                           | Estats Units                                           |
| 8 de febrer 06:10    | Estats Units - USA-9 (SDS) | Força Aèria dels Estats Units d'Amèrica          | Molnia                                     | Comunicacions                              | En òrbita                                              | Reeixit                                                |
| 8 de febrer 23:22    | Europa - Ariane 3 | Europa - Ariane 3                                | França - Kourou ELA                        | França - Kourou ELA                        | França - Arianespace                                   | França - Arianespace                                   |
| 8 de febrer 23:22    | Aràbia Saudita - Arabsat-1A | Arabsat                                          | Geosíncrona                                | Comunicacions                              | En òrbita                                              | Reeixit                                                |
| 8 de febrer 23:22    | Brasil - Brasilsat-A1 | Embratel                                         | Geosíncrona                                | Comunicacions                              | En òrbita                                              | Reeixit                                                |
| 8 de febrer 23:22    | Arabsat 1A va fallar el març de 1992 |                                                  |                                            |                                            |                                                        |                                                        |
| Març                 | |                                                  |                                            |                                            |                                                        |                                                        |
| 13 de març 02:00     | Estats Units - Atlas E/OIS | Estats Units - Atlas E/OIS                       | Estats Units - Vandenberg SLC-3W           | Estats Units - Vandenberg SLC-3W           | Estats Units                                           | Estats Units                                           |
| 13 de març 02:00     | Estats Units - Geosat | Marina dels Estats Units d'Amèrica               | Heliosíncrona                              | Observació de la Terra                     | En òrbita                                              | Reeixit                                                |
| 13 de març 02:00     | La missió va finalitzar el gener del 1990 |                                                  |                                            |                                            |                                                        |                                                        |
| 22 de març 23:55     | Estats Units - Atlas G | Estats Units - Atlas G                           | Estats Units - Cape Canaveral LC-36B       | Estats Units - Cape Canaveral LC-36B       | Estats Units                                           | Estats Units                                           |
| 22 de març 23:55     | Nacions Unides - Intelsat 510 | Intelsat                                         | Geosíncrona                                | Comunicacions                              | En òrbita                                              | Reeixit                                                |
| Abril                | |                                                  |                                            |                                            |                                                        |                                                        |
| 12 d'abril 13:59     | Estats Units - Space Shuttle Discovery | Estats Units - Space Shuttle Discovery           | Estats Units - Kennedy LC-39A              | Estats Units - Kennedy LC-39A              | Estats Units - United Space Alliance                   | Estats Units - United Space Alliance                   |
| 12 d'abril 13:59     | Estats Units - STS-51-D | NASA                                             | Terrestre Baixa                            | Desplegament de satèl·lit                  | 19 d'abril 13:54                                       | Reeixit                                                |
| 12 d'abril 13:59     | Canadà - Anik C1 | Telesat Canada                                   | Actual: Cementiri Operacional: Geosíncrona | Comunicacions                              | En òrbita                                              | Reeixit                                                |
| 12 d'abril 13:59     | Estats Units - Leasat 3 | Marina dels Estats Units d'Amèrica               | Actual: Cementiri Operacional: Geosíncrona | Comunicacions                              | En òrbita                                              | Reeixit                                                |
| 12 d'abril 13:59     | Vol orbital tripulat amb set astronautes incloent el primer membre del Congrés dels Estats Units en volar a l'espai (el Senador Jake Garn). L'Anik C1 va ser retirat el 5 de maig de 2003. Leasat 3 va fallar en maniobrar cap a l'òrbita geosíncrona i va ser recapturat per la missió STS-51-I a l'agost, es va reparar i posteriorment es va maniobrar a l'òrbita geosíncrona. El Discovery va patir una frenada violenta i extensiva provocant danys en els pneumàtics durant l'aterratge al Kennedy Space Center. |                                                  |                                            |                                            |                                                        |                                                        |
| 29 d'abril 16:02     | Estats Units - Transbordador espacial Challenger | Estats Units - Transbordador espacial Challenger | Estats Units - Kennedy LC-39A              | Estats Units - Kennedy LC-39A              | Estats Units - United Space Alliance                   | Estats Units - United Space Alliance                   |
| 29 d'abril 16:02     | Estats Units - STS-51-B | NASA                                             | Terrestre Baixa                            | Investigació de microgravetat              | 6 de maig 16:11                                        | Reeixit                                                |
| 29 d'abril 16:02     | Estats Units Europa - Spacelab Long Module 1 | NASA/ESRO                                        | Terrestre Baixa (Challenger)               | Investigació de microgravetat              | 6 de maig 16:11                                        | Reeixit                                                |
| 29 d'abril 16:02     | Estats Units - GLOMAR |                                                  | Destinat: Terrestre Baixa                  | Programa Getaway Special                   | 6 de maig 16:11                                        | Error de desplegament                                  |
| 29 d'abril 16:02     | Estats Units - NUSAT |                                                  | Terrestre Baixa                            | Programa Getaway Special                   | 15 de desembre                                         | Reeixit                                                |
| 29 d'abril 16:02     | Vol orbital tripulat amb set astronautes; El GLOMAR va fallar en desplegar-se des del pot de GAS |                                                  |                                            |                                            |                                                        |                                                        |
| Maig                 | |                                                  |                                            |                                            |                                                        |                                                        |
| 8 de maig 01:15      | Europa - Ariane 3 | Europa - Ariane 3                                | França - Kourou ELA                        | França - Kourou ELA                        | França - Arianespace                                   | França - Arianespace                                   |
| 8 de maig 01:15      | Estats Units - GStar 1 | GTE Spacenet                                     | Geosíncrona                                | Comunicacions                              | En òrbita                                              | Reeixit                                                |
| 8 de maig 01:15      | França - Telecom 1B | France Télécom                                   | Geosíncrona                                | Comunicacions                              | En òrbita                                              | Reeixit                                                |
| Juny                 | |                                                  |                                            |                                            |                                                        |                                                        |
| 6 de juny 06:39      | Unió Soviètica - Soiuz-U2 | Unió Soviètica - Soiuz-U2                        | Unió Soviètica - Baikonur Site 1/5         | Unió Soviètica - Baikonur Site 1/5         | Unió Soviètica                                         | Unió Soviètica                                         |
| 6 de juny 06:39      | Unió Soviètica - Soiuz T-13 |                                                  | Terrestre Baixa (Saliut 7)                 | Saliut 7 EO-4                              | 26 de setembre 09:51                                   | Reeixit                                                |
| 6 de juny 06:39      | Vol orbital tripulat amb dos cosmonautes |                                                  |                                            |                                            |                                                        |                                                        |
| 17 de juny 11:33     | Estats Units - Space Shuttle Discovery | Estats Units - Space Shuttle Discovery           | Estats Units - Kennedy LC-39A              | Estats Units - Kennedy LC-39A              | Estats Units - United Space Alliance                   | Estats Units - United Space Alliance                   |
| 17 de juny 11:33     | Estats Units - STS-51-G | NASA                                             | Terrestre Baixa                            | Desplegament de satèl·lit                  | 24 de juny 13:11                                       | Reeixit                                                |
| 17 de juny 11:33     | Mèxic - Morelos 1 | Morelos                                          | Geosíncrona                                | Comunicacions                              | En òrbita                                              | Reeixit                                                |
| 17 de juny 11:33     | Aràbia Saudita - Arabsat-1B | Arabsat                                          | Geosíncrona                                | Comunicacions                              | En òrbita                                              | Reeixit                                                |
| 17 de juny 11:33     | Estats Units - Telstar 303 | AT&T                                             | Geosíncrona                                | Comunicacions                              | En òrbita                                              | Reeixit                                                |
| 17 de juny 11:33     | Estats Units - Spartan 101 | NASA                                             | Terrestre Baixa                            | Astronomia                                 | 24 de juny 13:11                                       | Reeixit                                                |
| 17 de juny 11:33     | Vol orbital tripulat amb set astronautes incloent el primer viatger a l'espai de l'Aràbia Saudita i membre de la reialesa (Sultan bin Salman bin Abdulaziz Al Saud) Arabsat 1B retirat el 1993. |                                                  |                                            |                                            |                                                        |                                                        |
| 21 de juny 00:39     | Unió Soviètica - Soiuz-U | Unió Soviètica - Soiuz-U                         | Unió Soviètica - Baikonur Site 1/5         | Unió Soviètica - Baikonur Site 1/5         | Unió Soviètica                                         | Unió Soviètica                                         |
| 21 de juny 00:39     | Unió Soviètica - Progress 24 |                                                  | Terrestre Baixa (Saliut 7)                 | Logística                                  | 15 de juliol 22:33                                     | Reeixit                                                |
| 30 de juny 00:44     | Estats Units - Atlas G | Estats Units - Atlas G                           | Estats Units - Cape Canaveral LC-36B       | Estats Units - Cape Canaveral LC-36B       | Estats Units                                           | Estats Units                                           |
| 30 de juny 00:44     | Nacions Unides - Intelsat 511 | Intelsat                                         | Geosíncrona                                | Comunicacions                              | En òrbita                                              | Reeixit                                                |
| Juliol               | |                                                  |                                            |                                            |                                                        |                                                        |
| 2 de juliol 11:23    | Europa - Ariane 1 | Europa - Ariane 1                                | França - Kourou ELA                        | França - Kourou ELA                        | França - Arianespace                                   | França - Arianespace                                   |
| 2 de juliol 11:23    | Europa - Giotto | ESA                                              | Heliocèntrica                              | Sorbevol del Cometa de Halley              | En òrbita                                              | Reeixit                                                |
| 2 de juliol 11:23    | Apropament màxim al Cometa de Halley (596 km) assolit el 13 de març de 1986 Apropament màxim a 26P/Grigg-Skjellerup (200 km) assolit el 10 de juliol de 1992 |                                                  |                                            |                                            |                                                        |                                                        |
| 19 de juliol 13:05   | Unió Soviètica - Soiuz-U | Unió Soviètica - Soiuz-U                         | Unió Soviètica - Baikonur Site 1/5         | Unió Soviètica - Baikonur Site 1/5         | Unió Soviètica                                         | Unió Soviètica                                         |
| 19 de juliol 13:05   | Unió Soviètica - Kosmos 1669 (Progress) |                                                  | Terrestre Baixa (Saliut 7)                 | Logística                                  | 30 d'agost 01:20                                       | Reeixit                                                |
| 29 de juliol 21:00   | Estats Units - Space Shuttle Challenger | Estats Units - Space Shuttle Challenger          | Estats Units - Kennedy LC-39A              | Estats Units - Kennedy LC-39A              | Estats Units - United Space Alliance                   | Estats Units - United Space Alliance                   |
| 29 de juliol 21:00   | Estats Units - STS-51-F | NASA                                             | Terrestre Baixa                            | Experiments astronòmics                    | 6 d'agost 19:45                                        | Reeixit                                                |
| 29 de juliol 21:00   | Estats Units - PDP | NASA                                             | Terrestre Baixa                            | Investigació de plasma                     | 6 d'agost 19:45                                        | Reeixit                                                |
| 29 de juliol 21:00   | Estats Units Europa - Spacelab 2 (3 paletes) | NASA/ESRO                                        | Terrestre Baixa (Challenger)               | Astronomia                                 | 6 d'agost 19:45                                        | Reeixit                                                |
| 29 de juliol 21:00   | Vol orbital tripulat amb set astronautes; Una aturada del motor principal l'ascens va causar un avort per orbitar, el primer avort del programa del Transbordador Espacial. |                                                  |                                            |                                            |                                                        |                                                        |
| Agost                | |                                                  |                                            |                                            |                                                        |                                                        |
| 27 d'agost 10:58     | Estats Units - Space Shuttle Discovery | Estats Units - Space Shuttle Discovery           | Estats Units - Kennedy LC-39A              | Estats Units - Kennedy LC-39A              | Estats Units - United Space Alliance                   | Estats Units - United Space Alliance                   |
| 27 d'agost 10:58     | Estats Units - STS-51-I | NASA                                             | Terrestre Baixa                            | Desplegament de satèl·lit and repair       | 3 de setembre 13:15                                    | Reeixit                                                |
| 27 d'agost 10:58     | Austràlia - Aussat 1 | Aussat Pty Ltd                                   | Geosíncrona                                | Comunicacions                              | En òrbita                                              | Reeixit                                                |
| 27 d'agost 10:58     | Estats Units - ASC-1 | ASC                                              | Geosíncrona                                | Comunicacions                              | En òrbita                                              | Reeixit                                                |
| 27 d'agost 10:58     | Estats Units - Leasat 4 | Marina dels Estats Units d'Amèrica               | Geosíncrona                                | Comunicacions                              | En òrbita                                              | Error del vehicle                                      |
| 27 d'agost 10:58     | Vol orbital tripulat amb cinc astronautes Leasat 4 va fallar en orbitar després d'entrar en funcionament durant un curt període Es va recuperar el Leasat 3, desplegat pel STS-51-D a l'abril i es va reparar el motor de perigeu per permetre al satèl·lit arribar a òrbita geosíncrona. |                                                  |                                            |                                            |                                                        |                                                        |
| 28 d'agost 21:20     | Estats Units - Titan 34D | Estats Units - Titan 34D                         | Estats Units - Vandenberg SLC-4E           | Estats Units - Vandenberg SLC-4E           | Estats Units                                           | Estats Units                                           |
| 28 d'agost 21:20     | Estats Units - KH-11-7 | NRO                                              | Destinat: Heliosíncrona                    | Reconeixement                              | 28 d'agost                                             | Error de llançament                                    |
| 28 d'agost 21:20     | Malfuncionament en el propulsor de l'alimentació de la 1a etapa |                                                  |                                            |                                            |                                                        |                                                        |
| Setembre             | |                                                  |                                            |                                            |                                                        |                                                        |
| 12 de setembre 23:26 | Europa - Ariane 3 | Europa - Ariane 3                                | França - Kourou ELA                        | França - Kourou ELA                        | França - Arianespace                                   | França - Arianespace                                   |
| 12 de setembre 23:26 | França - Eutelsat 1F3 | Eutelsat                                         | Destinat: Geosíncrona                      | Comunicacions                              | 12 de setembre                                         | Error de llançament                                    |
| 12 de setembre 23:26 | Estats Units - Spacenet F3 | Spacenet                                         | Destinat: Geosíncrona                      | Comunicacions                              | 12 de setembre                                         | Error de llançament                                    |
| 12 de setembre 23:26 | Va fallar la ignició de la 3a etapa |                                                  |                                            |                                            |                                                        |                                                        |
| 13 de setembre       | Estats Units - ASM-135 ASAT | Estats Units - ASM-135 ASAT                      | Estats Units - Celestial Eagle, Vandenberg | Estats Units - Celestial Eagle, Vandenberg | Estats Units - Força Aèria dels Estats Units d'Amèrica | Estats Units - Força Aèria dels Estats Units d'Amèrica |
| 13 de setembre       | | Força Aèria dels Estats Units d'Amèrica          | Suborbital                                 | Arma anti-satèl·lit                        | 13 de setembre                                         | Reeixit                                                |
| 13 de setembre       | Es va interceptar amb èxit permetent la destrucció del Solwind P78-1. |                                                  |                                            |                                            |                                                        |                                                        |
| 17 de setembre 12:38 | Unió Soviètica - Soiuz-U2 | Unió Soviètica - Soiuz-U2                        | Unió Soviètica - Baikonur Site 1/5         | Unió Soviètica - Baikonur Site 1/5         | Unió Soviètica                                         | Unió Soviètica                                         |
| 17 de setembre 12:38 | Unió Soviètica - Soiuz T-14 |                                                  | Terrestre Baixa (Saliut 7)                 | Saliut 7 EP-5                              | 21 de novembre 10:31                                   | Reeixit                                                |
| 17 de setembre 12:38 | Vol orbital tripulat amb tres cosmonautes |                                                  |                                            |                                            |                                                        |                                                        |
| 27 de setembre 08:41 | Unió Soviètica - Proton-K | Unió Soviètica - Proton-K                        | Unió Soviètica - Baikonur Site 200/39      | Unió Soviètica - Baikonur Site 200/39      | Unió Soviètica                                         | Unió Soviètica                                         |
| 27 de setembre 08:41 | Unió Soviètica - Kosmos 1686 (TKS) |                                                  | Terrestre Baixa (Saliut 7)                 | Logística                                  | 7 de febrer 1991                                       | Reeixit                                                |
| 27 de setembre 08:41 | TKS-4; va romandre acoblat al Saliut 7 en la reentrada de l'estació |                                                  |                                            |                                            |                                                        |                                                        |
| 28 de setembre 23:17 | Estats Units - Atlas G | Estats Units - Atlas G                           | Estats Units - Cape Canaveral LC-36B       | Estats Units - Cape Canaveral LC-36B       | Estats Units                                           | Estats Units                                           |
| 28 de setembre 23:17 | Nacions Unides - Intelsat 512 | Intelsat                                         | Geosíncrona                                | Comunicacions                              | En òrbita                                              | Reeixit                                                |
| Octubre              | |                                                  |                                            |                                            |                                                        |                                                        |
| 3 d'octubre 15:15    | Estats Units - Transbordador espacial Atlantis | Estats Units - Transbordador espacial Atlantis   | Estats Units - Kennedy LC-39A              | Estats Units - Kennedy LC-39A              | Estats Units - United Space Alliance                   | Estats Units - United Space Alliance                   |
| 3 d'octubre 15:15    | Estats Units - STS-51-J | NASA                                             | Terrestre Baixa                            | Desplegament de satèl·lit                  | 7 d'octubre 17:00                                      | Reeixit                                                |
| 3 d'octubre 15:15    | Estats Units - USA-11 (DSCS-III) | Força Aèria dels Estats Units d'Amèrica          | Geosíncrona                                | Comunicacions                              | En òrbita                                              | Reeixit                                                |
| 3 d'octubre 15:15    | Estats Units - USA-12 (DSCS-III) | Força Aèria dels Estats Units d'Amèrica          | Geosíncrona                                | Comunicacions                              | En òrbita                                              | Reeixit                                                |
| 3 d'octubre 15:15    | Vol orbital tripulat amb cinc astronautes; Vol inaugural del Transbordador espacial Atlantis |                                                  |                                            |                                            |                                                        |                                                        |
| 9 d'octubre 02:53    | Estats Units - Atlas E/SGS-2 | Estats Units - Atlas E/SGS-2                     | Estats Units - Vandenberg SLC-3W           | Estats Units - Vandenberg SLC-3W           | Estats Units                                           | Estats Units                                           |
| 9 d'octubre 02:53    | Estats Units - USA-10 (GPS-11) | Força Aèria dels Estats Units d'Amèrica          | Terrestre Mitjana                          | Navegació                                  | En òrbita                                              | Reeixit                                                |
| 30 d'octubre 17:00   | Estats Units - Space Shuttle Challenger | Estats Units - Space Shuttle Challenger          | Estats Units - Kennedy LC-39A              | Estats Units - Kennedy LC-39A              | Estats Units - United Space Alliance                   | Estats Units - United Space Alliance                   |
| 30 d'octubre 17:00   | Estats Units - STS-61-A | NASA                                             | Terrestre Baixa                            | Investigació de microgravetat              | 6 de novembre 17:44                                    | Reeixit                                                |
| 30 d'octubre 17:00   | Estats Units - Spacelab Long Module 2 | NASA                                             | Terrestre Baixa (Challenger)               | Spacelab D1                                | 6 de novembre 17:44                                    | Reeixit                                                |
| 30 d'octubre 17:00   | Alemanya - GLOMAR | DLR                                              | Terrestre Baixa                            | Programa Getaway Special                   | 26 de desembre 1986                                    | Reeixit                                                |
| 30 d'octubre 17:00   | Vol orbital tripulat amb vuit astronautes Vol inaugural del Spacelab Long Module #2 |                                                  |                                            |                                            |                                                        |                                                        |
| Novembre             | |                                                  |                                            |                                            |                                                        |                                                        |
| 27 de novembre 00:29 | Estats Units - Space Shuttle Atlantis | Estats Units - Space Shuttle Atlantis            | Estats Units - Kennedy LC-39A              | Estats Units - Kennedy LC-39A              | Estats Units - United Space Alliance                   | Estats Units - United Space Alliance                   |
| 27 de novembre 00:29 | Estats Units - STS-61-B | NASA                                             | Terrestre Baixa                            | Desplegament de satèl·lit                  | 2 de desembre 21:33                                    | Reeixit                                                |
| 27 de novembre 00:29 | Mèxic - Morelos 2 | Morelos                                          | Geosíncrona                                | Comunicacions                              | En òrbita                                              | Reeixit                                                |
| 27 de novembre 00:29 | Austràlia - Aussat A2 | Aussat Pty Ltd                                   | Geosíncrona                                | Comunicacions                              | En òrbita                                              | Reeixit                                                |
| 27 de novembre 00:29 | Estats Units - Satcom K2 | RCA Americom                                     | Geosíncrona                                | Comunicacions                              | En òrbita                                              | Reeixit                                                |
| 27 de novembre 00:29 | Estats Units - OEX Target | NASA                                             | Terrestre Baixa                            |                                            | 2 de març 1987                                         | Reeixit                                                |
| 27 de novembre 00:29 | Estats Units - EASE/ACCESS | NASA                                             | Terrestre Baixa (Atlantis)                 | Experiment de construcció d'estructures    | 2 de desembre 21:33                                    | Reeixit                                                |
| 27 de novembre 00:29 | Vol orbital tripulat amb set astronautes incloent el primer viatger a l'espai mexicà. |                                                  |                                            |                                            |                                                        |                                                        |

## Encontres espacials
| Data (GMT)     | Nau espacial | Esdeveniment                                             | Comentaris |
| -------------- | ------------ | -------------------------------------------------------- | ---------- |
| 11 de juny     | Vega 1       | Es va alliberar un mòdul d'aterratge i un globus a Venus |            |
| 15 de juny     | Vega 2       | Es va alliberar un mòdul d'aterratge i un globus a Venus |            |
| 11 de setembre | ISEE-3/ICE   | Sobrevol de 21P/Giacobini-Zinner                         |            |

## EVAs
| Inici Data/Hora | Duració           | Hora Finalització | Nau espacial                              | Tripulació                                                              | Comentaris |
| --------------- | ----------------- | ----------------- | ----------------------------------------- | ----------------------------------------------------------------------- | --- |
| 16 d'abril      | 3 hores 6 minuts  |                   | STS-51-D Transbordador espacial Discovery | Estats Units - Jeffrey A. Hoffman · Estats Units - S. David Griggs      | Es va instal·lar una eina interruptor-tirant improvisada, anomenada Flyswatter, en el braç robòtic RMS. El Flyswatter es va utilitzar en un esforç per empènyer la palanca d'arrencada en el seqüenciador del Leasat-3 en la posició adequada per al desplegament. Aquest intent de reparació va ser la primera caminada espacial no planificada en la història de la NASA. |
| 2 d'agost 07:15 | 5 hores           | 12:15             | Saliut 7 EO-4                             | Unió Soviètica - Vladímir Djanibékov · Unió Soviètica - Víktor Savinikh | Es va instal·lar un tercer parell de panells solars a l'exterior del Saliut 7. |
| 31 d'agost      | 7 hores 20 minuts |                   | STS-51-I Discovery                        | Estats Units - William Fisher · Estats Units - James van Hoften         | Van Hoften va muntar el RMS per capturar el satèl·lit Leasat 3 i es va moure a la zona de càrrega útil. Fisher i Van Hoften van assegurar i van començar les reparacions en el satèl·lit a la zona de càrrega. La recuperació es va veure complicada per un mal funcionament del RMS que va provocar aquesta operació feta del braç més complicada.                         |
| 1 de setembre   | 4 hores 26 minuts |                   | STS-51-I Discovery                        | Estats Units - William Fisher · Estats Units - James van Hoften         | Reparacions efectuades en el satèl·lit Leasat 3. Llavors Van Hoften, es va muntar al RMS, va llançar el satèl·lit de la zona de càrrega, impartint el gir que es necessita per engegar el motor de perigeu. |
| 29 de novembre  | 5 hores 32 minuts |                   | STS-61-B Transbordador espacial Atlantis  | Estats Units - Jerry L. Ross · Estats Units - Sherwood C. Spring        | Practica de les tècniques de construcció a la zona de càrrega útil, i muntar i desmuntar el grup experimental de dos estructures EASE/ACCESS. |
| 1 de desembre   | 6 hores 41 minuts |                   | STS-61-B Atlantis                         | Estats Units - Jerry L. Ross · Estats Units - Sherwood C. Spring        | Es van dur a terme experiments addicionals sobre les estructures de l'EASE i ACCESS, incloent una prova del RMS per ajudar en els experiments de construcció. |